# Robert N. C. Nix

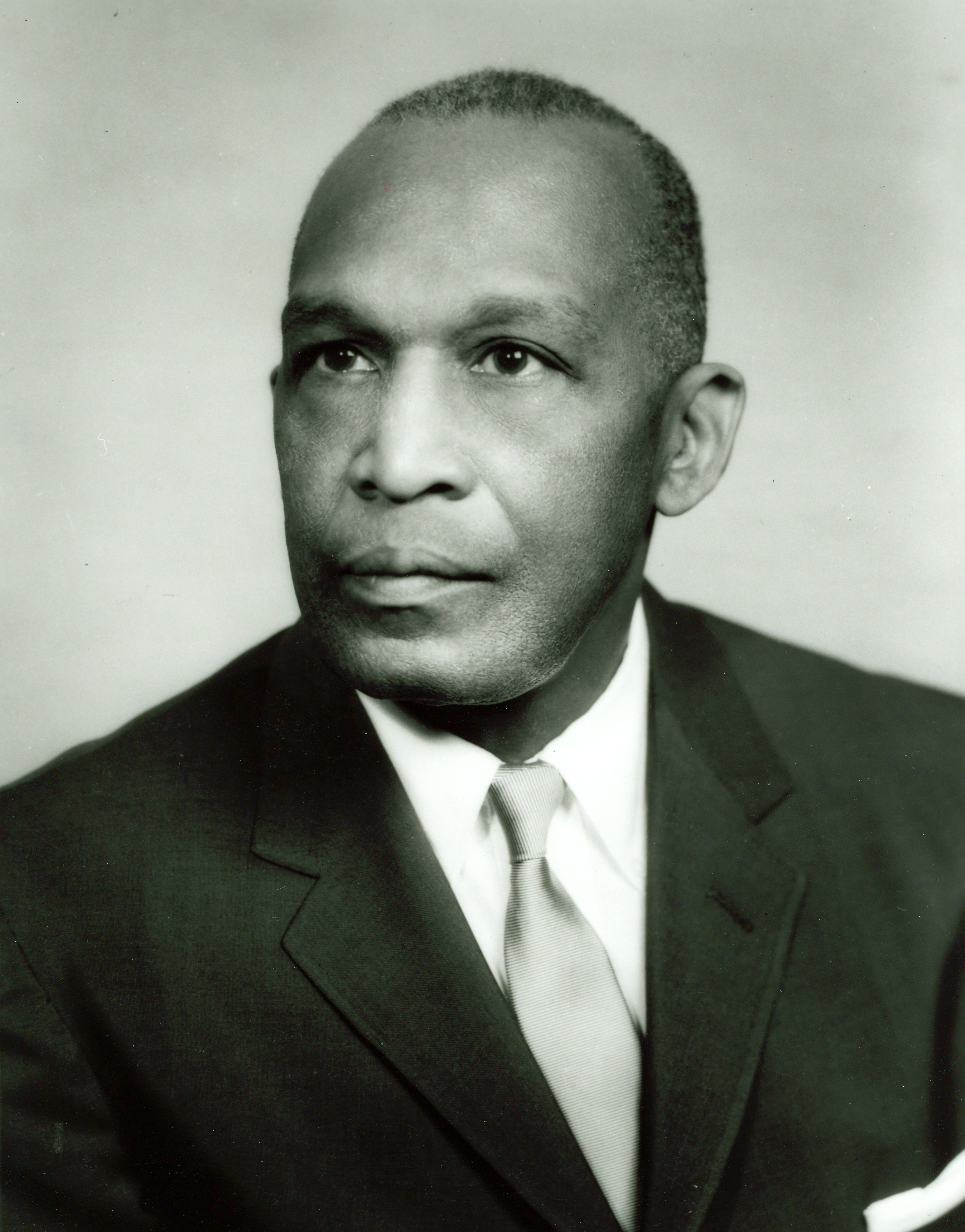
Robert N.C. Nix

Robert Nelson Cornelius Nix Sr. (* 9. August 1898 in Orangeburg, Orangeburg County, South Carolina; † 22. Juni 1987 in Philadelphia, Pennsylvania) war ein US-amerikanischer Politiker. Zwischen 1958 und 1979 vertrat er den Bundesstaat Pennsylvania im US-Repräsentantenhaus.

## Werdegang
Robert Nix absolvierte die Townsend Harris Hall High School in New York City und studierte danach bis 1921 an der Lincoln University in Oxford (Pennsylvania). Nach einem anschließenden Jurastudium an der University of Pennsylvania und seiner 1924 erfolgten Zulassung als Rechtsanwalt begann er in diesem Beruf zu arbeiten. Zwischen 1934 und 1938 war er als Anwalt für einige Ministerien der Staatsregierung von Pennsylvania tätig. Politisch wurde er Mitglied der Demokratischen Partei.
Nach dem Rücktritt des Abgeordneten Earl Chudoff wurde Nix bei der fälligen Nachwahl für den vierten Sitz von Pennsylvania als dessen Nachfolger in das US-Repräsentantenhaus in Washington, D.C. gewählt, wo er am 20. Mai 1958 sein neues Mandat antrat. Nach zehn Wiederwahlen konnte er bis zum 3. Januar 1979 im Kongress verbleiben. Seit 1963 vertrat er dort als Nachfolger von Kathryn E. Granahan den zweiten Wahlbezirk seines Staates. In seine Zeit im Kongress fielen unter anderem der Vietnamkrieg, die Bürgerrechtsbewegung und im Jahr 1974 die Watergate-Affäre. Von 1977 bis 1979 war Nix Vorsitzender des Postausschusses. Außerdem saß er im Veteranenausschuss, im Auswärtigen Ausschuss sowie im Ausschuss für die Handelsmarine und die Fischerei.
Nix war der erste afroamerikanische Kongressabgeordnete aus Pennsylvania. Im Jahr 1978 wurde er von seiner Partei nicht mehr zur Wiederwahl nominiert. Nach dem Ende seiner Zeit im US-Repräsentantenhaus ist er politisch nicht mehr in Erscheinung getreten. Er starb am 22. Juni 1987 in Philadelphia.